# Торстер Густав Аміноф
Амі́ноф То́рстер Гу́став (Aminoff; *1 листопада 1838 — 18 серпня 1891) — фінський вчений мовознавець, доктор філософії.
Організував фольклорно-діалектологічні експедиції до фінів Скандинавії (1871), народів Крайньої Півночі (1876) та удмуртів (1878). Зібрав фактичний матеріал з удмуртського фольклору та діалектології в селах Стара Юм'я і Нир'я Казанської губернії та в селі Якшур-Бодья В'ятської губернії. Результатом поїздок стали публікації про міфологічний світогляд удмуртів, збірка «Приклади удмуртської мови» (1886, фінською мовою) з текстами творів удмуртського фольклору, поданими у фонетичній транскрипції латиницею з фінським перекладом. Його дослідження «Нарис фонетики і морфології удмуртської мови» (посмертно виданий Ю.Віхманом в 1896 році фінською мовою) є найбільш повним та систематичним викладом фонетичного та морфологічного ладу двох різних діалектів удмуртської мови.

## Твори
- Votjakilaisia kielinäytteitä//YSFOu, 1. Helsinki, 1886
- Votjakin ääne ja muotoopin luonnos, Julassut Yrjo Wichmann//YSFOu, XIV/2. Helsinki, 1896.